# 井畑明彦
井畑 明彦（いばた あきひこ、1961年〈昭和36年〉2月18日 - ）は、日本の政治家。新潟県胎内市長（2期）。

## 来歴
新潟県北蒲原郡中条町（現・胎内市）出身。新潟県立中条高等学校卒業。1983年（昭和58年）3月、中央大学法学部卒業。同年4月、中条町役場に採用される。
経て胎内市健康福祉課長、市民生活課長、総合政策課長。
2017年（平成29年）7月18日、任期満了に伴う胎内市長選挙に出馬する意向を表明した。同日、胎内市役所を退職。
同年9月17日に行われた市長選挙で前副市長の三宅政一との一騎打ちを制し初当選した。投票率は68.74％。10月2日、市長就任。
※当日有権者数：25,524人 最終投票率：68.74%（前回比：-12.04pts）
| 候補者名 | 年齢 | 所属党派 | 新旧別 | 得票数  | 得票率 | 推薦・支持 |
| -------- | ---- | -------- | ------ | ------- | ------ | ---------- |
| 井畑明彦 | 56   | 無所属   | 新     | 9,724票 | 55.8%  |            |
| 三宅政一 | 63   | 無所属   | 新     | 7,695票 | 44.2%  |            |

2021年9月12日告示、19日投開票の市長選挙に無投票で再選。